# I Killed The Prom Queen
I Killed The Prom Queen é uma banda australiana de metalcore de Adelaide, Austrália Meridional. Formada em 2000, a banda é destaque no cenário musical australiano, que excursionou os Estados Unidos, Japão e partes da Europa várias vezes.
A banda se separou em abril de 2007 quando o guitarrista Jona Weinhofen se juntou a banda americana Bleeding Through, e JJ Peters, que era o baterista, sai da banda para formar o Deez Nuts. Fizeram uma turnê de despedida em meados de 2008. No início de 2009, Jona Weinhofen declara no Myspace da banda que ainda estão juntos - apenas em hiato.

## História
I Killed the Prom Queen foi formado em Adelaide, Austrália do Sul, no final de 2000, Jona Weinhofen é o único membro original remanescente. A formação original era Jona Weinhofen (guitarra), Austin H (vocais), Simon O'Gorman (guitarra), JJ Peters (Josef John W Peters) (bateria) e Ben Engel (baixo).
Peters, Weinhofen e baixista Leaton Rose tinha sido anteriormente membros do Cur banda local. No início de 2000, Weinhofen deixou Cur para formar The Fall of Troy com o vocalista Michael crafter e depois ele formou I Killed the Prom Queen. Originalmente chamado a The Equation Rubiks, em seguida, intitulado brevemente Child Left Burning, primeira apresentação da banda foi no Reynella Youth Enterprise Centre. No ano seguinte, crafter juntaram para compartilhar levar vocais e logo depois Rose substituído Engel no baixo.
A banda é influenciada por bandas dos finais dos anos 90 bandas de hardcore Poison the Well, Converge, Hatebreed e Earth Crisis e grupos de death metal melódico sueco, como At the Gates, Soilwork e In Flames. No final de 2001 e início de 2002, o grupo gravou um EP de quatro faixas intitulado Choose to Love, Live or Die, que foi produzido por Paul Degasperi e a banda, com guitarra adicional fornecido por Caim Kapetanakis Originalmente programado para conter cinco músicas, uma falha de computador causou a quinta a ser apagada. Em 2002, foi lançado como um EP por 618 Recordings e relançado pela gravadora Final Prayer Records distribuído pela Missing Link Records. Após isso, O'Gorman saiu para se juntar Day of Contempt Kevin Cameron se juntou em guitarra no final do ano. Escolher Choose to Love, Live or Die, era a única versão a incluir tanto os vocais de Lee Stacey e os vocais Crafter de alta frequência. As faixas foram mais tarde regravadas para o seu terceiro EP, Your Past Comes Back to Haunt You (2005).
Em agosto de 2005, I Killed the Prom Queen vai para a Suécia gravar seu próximo álbum, que é o Music for the Recently Deceased. No mesmo ano, a banda completou todas as gravações, todavia, em janeiro de 2006 Crafter foi demitido da banda, devido à sua falta de compromisso e lealdade com a mesma. Isso foi prontamente comprovado com a reedição das músicas, que contaram como vocalista o inglês Edward Butcher, famoso vocalista e guitarrista da banda The Hunt for Ida Wave.
Com o lançamento do álbum, a banda passou a participar de apresentações com inúmeras bandas, como Lamb of God, Killswitch Engage, Exodus e The Haunted.
Ed Butcher deixa o grupo em janeiro de 2007, sob as razões de problemas com sua vida na Austrália e saudades de sua terra natal. Retornando à Inglaterra, passou a fazer parte de uma banda de heavy metal da cidade de Swindon Eternal Lord.
No seu lugar, Tyrone Ross da banda Mourning Tide, torna-se o vocalista temporariamente durante a turnê japonesa enquanto Colin Jeffs da banda Heavens Lost, participava da turnê europeia com as bandas Bleeding Through, All Shall Perish e Caliban.
Em abril, a banda anuncia sua separação, em razão da inviabilidade de se encontrar um vocalista e o fato de que Jona Weinhofen se tornou o novo guitarrista do Bleeding Through substituindo o então guitarrista Scott Danough. Mais tarde, a banda se reúne para fazer a turnê de despedida chamada Say Goodbye Tour, tendo Michael Crafter como vocalista e suas filmagens foram lançadas no DVD Sleepless Nights and City Lights, contendo a apresentação em Adelaide completa. O último show foi em junho de 2008 em Brisbane, na Austrália.
Depois do Say Goodbye tour, Michael Crafter montou a sua atual banda, Confession, além de participações instáveis como vocalista nas bandas Bury Your Dead e Carpathian durante o Say Goodbye Tour. Crafter também foi participante do Big Brother Austrália em 2008. Jona Weinhofen deixa a banda Bleeding Through após o lançamento do álbum Declaration. Em 2009, o mesmo entra para a banda inglesa Bring Me the Horizon como guitarrista rítmico, tecladista, tecladista sintetizador, programador e vocal de apoio e torna-se empresário da banda australiana The Red Shore. O guitarrista Kevin Cameron formou a banda de metal progressivo, metal alternativo e sludge metal In Trenches com o ex-baixista do Carpathian e Day of Contempt Ben Coyte, que entrou como vocalista. Cameron também participou como guitarrista em outras bandas regionais. JJ Peters é vocalista da banda de hardcore e hip-hop Deez Nuts criada pelo próprio além de contar com importantes participações, como a dupla de hip-hop Grips & Tonic, do cantor neozelandês Louie Knuxx e do baixista Sean Kennedy durante as turnês internacionais. 
A banda I Killed the Prom Queen anuncia seu retorno em 2010. Jamie Hope, ex-baixista e então vocalista original da banda The Red Shore, gerenciada pelo então guitarrista Jona Weinhofen, foi convidado pelo último para ser o novo vocalista da banda I Killed the Prom Queen, sendo referido inúmeras vezes como o mais estável integrante a estar nesta função.
O retorno definitivo do IKTPQ foi em 2011 anunciando turnê com as bandas The Amity Affliction, Deez Nuts e Of Mice & Men como parte do Destroy Music Tour em maio. Não obstante ao retorno esperado por muitos fãs, o reinício será um pouco tímido, em outras palavras, com menos apresentações, uma vez que Weinhofen continua no Bring Me the Horizon e Peters com o Deez Nuts.
Em janeiro de 2012 Jona Weinhofen confirmou que a banda está em fase de preparação para um novo álbum. Seu lançamento oficial ainda será anunciado.
Em 21 de agosto de 2012, a banda I Killed the Prom Queen lançou a música "Memento Vivere" no YouTube. A filmagem do videoclipe mostrou sua mais recente apresentação durante a turnê europeia. Esta é a primeira música após 6 anos de hiato e a estreia de Jamie Hope nos vocais.
A banda fez apresentações na Austrália e Nova Zelândia para apoio ao novo álbum da banda Parkway Drive, chamada de "Atlas Tour", em dezembro de 2012. Em janeiro de 2013, Weinhofen sai da banda Bring Me The Horizon e, consequentemente, obtém mais tempo como integrante do IKTPQ em tempo integral.
Uma nova mudança ocorre, porém, dentro da banda afetando-a diretamente. JJ Peters deixa o grupo para ter mais tempo com o Deez Nuts enquanto Sean Kennedy deixa o grupo devido aos desentendimentos com os demais integrantes. Nenhum deles fará contribuições para o novo álbum do grupo. Ambos são substituídos respectivamente por Shane O'Brien (ex-Confession e ex-Buried in Verona e então técnico de bateria da banda) e Benjamin Coyte (ex-baixista do Carpathian e Day of Contempt e vocalista da banda In Trenches, junto com Kevin Cameron). Lembrando que a saída de Peters coloca Jona Weinhofen como o único integrante original da banda.
I Killed The Prom Queen anunciou que assinou contrato com a Epitaph Records e que o álbum Beloved será lançado na Austrália em 14 de fevereiro de 2014 e nos Estados Unidos no dia 18 de fevereiro de 2014.
Em 3 de dezembro de 2013 a banda lançou seu novo single "To the Wolves" .
Em 2014, o baixista Ben Coyte e os guitarristas Kevin Cameron e Jona Weinhofen são endorsados pela Lace Pick-ups.

## Formação
Membros atuais
- Jona Weinhofen - guitarra, vocais, teclados (2000–2007, 2008, 2011–atualmente)
- Jamie Hope - vocal (2011–atualmente)
- Benjamin Coyte- baixo (2013–atualmente)
- Shane O'Brien - bateria (2013–atualmente)
- Kevin Cameron - guitarra (2002–2007, 2008, 2011–atualmente)

Ex-Membros
- Stacy Lee - vocais (2000-2002)
- Simon O'Gorman -  guitarra rítmica  (2000-2002)
- Ben Engel -  baixo  (2000-2002)
- JJ Peters -   bacteria  (2000-2007, 2008, 2011-2013)
- Michael Crafter - vocais (2001-2006, 2008)
- Leaton Rose -  baixo (2002-2003)
- Sean Kennedy - baixo (2003-2007, 2008, 2011-2013)
- Ed Butcher - vocais (2006-2007)

## Discografia
Álbuns de estúdio
- When Goodbye Means Forever… (2003)
- Music for the Recently Deceased (2006)
- Beloved (2014)

Álbuns ao vivo/DVD
- Sleepless Nights and City Lights (2008)

EP
- Choose to Love, Live or Die (2002)
- Your Past Comes Back to Haunt You (2005)

Splits
- I Killed the Prom Queen / Parkway Drive: Split CD (2003)

## Videografia
- Say Goodbye (2006)
- Memento Vivere (2012)
- Thirty One & Sevens (2014)
- Bright Enough (2014)
- Calvert Street (2014)

## Ligações Externas
- My Space da banda